# Basketbal op de Goodwill Games 1994
Basketbal is een van de sporten die beoefend werden tijdens de Goodwill Games 1994 in Sint-Petersburg.

## Mannen

### Voorronde

#### Groep A
| Datum | Land        | Score  | Land        |
| ----- | ----------- | ------ | ----------- |
| ?     | Italië      | 72-67  | Brazilië    |
| ?     | Puerto Rico | 93-74  | Kroatië     |
| ?     | Puerto Rico | 109-98 | Brazilië    |
| ?     | Italië      | 79-77  | Kroatië     |
| ?     | Brazilië    | 98-94  | Kroatië     |
| ?     | Italië      | 83-69  | Puerto Rico |

| Groep A |             |             |             |             |            |            |            |        |
| #       | Land        | Wedstrijden | Wedstrijden | Wedstrijden | Doelpunten | Doelpunten | Doelpunten | Punten |
| #       | Land        | G           | W           | V           | V          | T          | Saldo      | Punten |
| 1       | Italië      | 3           | 3           | 0           | 234        | 213        | 21         | 6      |
| 2       | Puerto Rico | 3           | 2           | 1           | 271        | 255        | 16         | 5      |
| 3       | Brazilië    | 3           | 1           | 2           | 263        | 275        | -12        | 4      |
| 4       | Kroatië     | 3           | 0           | 3           | 245        | 270        | -25        | 3      |

#### Groep B
| Datum | Land             | Score | Land             |
| ----- | ---------------- | ----- | ---------------- |
| ?     | Verenigde Staten | 83-71 | Argentinië       |
| ?     | Rusland          | 95-93 | China            |
| ?     | Argentinië       | 74-49 | China            |
| ?     | Rusland          | 77-75 | Verenigde Staten |
| ?     | Verenigde Staten | 99-80 | China            |
| ?     | Rusland          | 89-80 | Argentinië       |

| Groep B |                  |             |             |             |            |            |            |        |
| #       | Land             | Wedstrijden | Wedstrijden | Wedstrijden | Doelpunten | Doelpunten | Doelpunten | Punten |
| #       | Land             | G           | W           | V           | V          | T          | Saldo      | Punten |
| 1       | Rusland          | 3           | 3           | 0           | 261        | 248        | 13         | 6      |
| 2       | Verenigde Staten | 3           | 2           | 1           | 257        | 228        | 29         | 5      |
| 3       | Argentinië       | 3           | 1           | 2           | 225        | 221        | 4          | 4      |
| 4       | China            | 3           | 0           | 3           | 222        | 268        | -46        | 3      |

### Plaatsingsronde

#### 5e t/m 8e plaats
| Datum | Land       | Score  | Land    |
| ----- | ---------- | ------ | ------- |
| ?     | Argentinië | 85-80  | Kroatië |
| ?     | Brazilië   | 101-52 | China   |

#### 7e en 8e plaats
| Datum | Land    | Score | Land  |
| ----- | ------- | ----- | ----- |
| ?     | Kroatië | 78-77 | China |

#### 5e en 6e plaats
| Datum | Land       | Score | Land     |
| ----- | ---------- | ----- | -------- |
| ?     | Argentinië | 63-53 | Brazilië |

### Halve Finales
| Datum | Land        | Score | Land             |
| ----- | ----------- | ----- | ---------------- |
| ?     | Puerto Rico | 69-65 | Verenigde Staten |
| ?     | Italië      | 81-72 | Rusland          |

### Bronzen Finale
| Datum | Land             | Score | Land    |
| ----- | ---------------- | ----- | ------- |
| ?     | Verenigde Staten | 80-71 | Rusland |

### Finale
| Datum | Land        | Score | Land   |
| ----- | ----------- | ----- | ------ |
| ?     | Puerto Rico | 94-80 | Italië |

## Eindklassering
| Goud | Zilver | Brons | 4 |
| Puerto Rico Luis Allende James Carter Gaudino Eddie Casiano Javier Colón Rubén Colón Édgar de León Federico López Jerome Mincy José Ortiz Félix Pérez Orlando Vega                                                   | Italië Davide Bonora Paolo Moretti Gregor Fučka Paolo Conti Flavio Carera Claudio Coldebella Paolo Alberti Roberto Bullara Alessandro Abbio Alessandro De Pol Massimo Ruggeri Gustavo Tolotti                                                                               | Verenigde Staten Jerome Allen Corey Beck Tyus Edney Lou Roe Andrew DeClercq Michael Finley Alan Henderson Cherokee Parks Shawn Respert Damon Stoudamire Scotty Thurman Tim Duncan | Rusland Sergej Babkov Sergej Bazarevitsj Dmitri Domani Andrej Fetisov Igor Gratsjev Sergej Ivanov Vasili Karasev Jevgeni Kisoerin Michail Michajlov Vitali Nosov Sergej Panov Jevgeni Pasjoetin |
| 5 | 6 | 7 | 8 |
| Argentinië Héctor Campana Eduardo Domine Juan Alberto Espil Daniel Farabello Marcelo Milanesio Marcelo Nicola Fabricio Oberto Diego Osella Esteban Pérez Jorge Racca Orlando Tourn Sebastián Uranga Rubén Wolkowyski | Brazilië Aristides Josuel dos Santos Wilson Fernando Kuhn Minuci Paulo Villas Bôas de Almeida João Vianna Rolando Ferreira Rogério Klafke Joélcio Joerke Maury de Souza Márcio Azevedo André Luís Guimarães Fonseca Carlos Henrique Rodrigues do Nascimento Marco de Santos | Kroatië Živko Badžim Ivan Kapov Siniša Kelečević Damir Mulaomerović Ivica Marić Slaven Rimac Igor Lukačić Marko Šamanić Romeo Cvjetićanin Mate Skelin Damir Tvrdić Davor Marcelić | China A Dijiang Gong Xiaobin Hu Weidong Ji Minshang Liu Yudong Liu Daqing Shan Tao Sun Jun Wu Qinglong Wu Naiqun Zhang Jingsong Zheng Wu                                                        |

## Vrouwen

### Voorronde

#### Groep A
| Datum | Land      | Score | Land   |
| ----- | --------- | ----- | ------ |
| ?     | Frankrijk | 80-73 | China  |
| ?     | China     | 77-51 | Canada |
| ?     | Frankrijk | 65-57 | Canada |

| Groep A |           |             |             |             |            |            |            |        |
| #       | Land      | Wedstrijden | Wedstrijden | Wedstrijden | Doelpunten | Doelpunten | Doelpunten | Punten |
| #       | Land      | G           | W           | V           | V          | T          | Saldo      | Punten |
| 1       | Frankrijk | 2           | 2           | 0           | 145        | 130        | 15         | 4      |
| 2       | China     | 2           | 1           | 1           | 150        | 131        | 19         | 3      |
| 3       | Canada    | 2           | 0           | 2           | 108        | 142        | -34        | 2      |

#### Groep B
| Datum | Land             | Score | Land    |
| ----- | ---------------- | ----- | ------- |
| ?     | Rusland          | 69-63 | Italië  |
| ?     | Verenigde Staten | 92-37 | Italië  |
| ?     | Verenigde Staten | 77-63 | Rusland |

| Groep B |                  |             |             |             |            |            |            |        |
| #       | Land             | Wedstrijden | Wedstrijden | Wedstrijden | Doelpunten | Doelpunten | Doelpunten | Punten |
| #       | Land             | G           | W           | V           | V          | T          | Saldo      | Punten |
| 1       | Verenigde Staten | 2           | 2           | 0           | 169        | 100        | 69         | 4      |
| 2       | Rusland          | 2           | 1           | 1           | 132        | 140        | -8         | 3      |
| 3       | Italië           | 2           | 0           | 2           | 100        | 161        | -61        | 2      |

### Plaatsingsronde

#### 5e en 6e plaats
| Datum | Land   | Score | Land   |
| ----- | ------ | ----- | ------ |
| ?     | Canada | 87-63 | Italië |

### Halve Finales
| Datum | Land             | Score  | Land    |
| ----- | ---------------- | ------ | ------- |
| ?     | Verenigde Staten | 105-73 | China   |
| ?     | Frankrijk        | 80-73  | Rusland |

### Bronzen Finale
| Datum | Land  | Score | Land    |
| ----- | ----- | ----- | ------- |
| ?     | China | 96-76 | Rusland |

### Finale
| Datum | Land             | Score | Land      |
| ----- | ---------------- | ----- | --------- |
| ?     | Verenigde Staten | 87-63 | Frankrijk |

## Eindklassering
| Goud | Zilver | Brons | 4 |
| Verenigde Staten Jennifer Azzi Shanda Berry Ruthie Bolton Clarissa Davis Lauretta Freeman Dena Head Anita Kaplan Lisa Leslie Carla McGhee Katie Smith Dawn Staley Sheryl Swoopes | Frankrijk Sandra Le Dréan Laure Francillette Corinne Zago-Esquirol Halima Soussi Yannick Souvré Nathalie Lesdema Carole Force Stéphanie Vivenot Christine Gomis Isabelle Fijalkowski Barbara Weistroffer Cathy Melain | China Zhang Weijuan Li Xin Liu Jun Wang Fang Zheng Dongmei He Jun Liang Xin Zheng Haixia Zheng Wei Li Dongmei Ma Zongqing Sun Ying | Rusland Olga Jevkova Aleksandra Fomenko Irina Roetkovskaja Nadezjda Marilova Jelena Baranova Natalja Svinoechova Jelena Psjikova Jelena Mozgovaja Elen Sjakirova Svetlana Antipova Marina Boermistrova |
| 5 | 6 | | |
| Canada | Italië Angela Adamoli Marianna Balleggi Susanna Bonfiglio Nicoletta Caselin Pamela Ferrari Alessandra Ponget Emanuela Nicosia Elena Paparazzo Marta Rezoagli Simona Sarni Francesca Zara Renata Zocco                 | | |

## Medaillespiegel
| Plaats | Land             | NOC    | Goud | Zilver | Brons | Totaal |
| ------ | ---------------- | ------ | ---- | ------ | ----- | ------ |
| 1      | Verenigde Staten | USA    | 1    | 0      | 1     | 2      |
| 2      | Puerto Rico      | PRI    | 1    | 0      | 0     | 1      |
| 3      | Italië           | ITA    | 0    | 1      | 0     | 1      |
| 3      | Frankrijk        | FRA    | 0    | 1      | 0     | 1      |
| 5      | China            | CHN    | 0    | 0      | 1     | 1      |
| Totaal | Totaal           | Totaal | 2    | 2      | 2     | 6      |